# Norges bidrag i Eurovision Song Contest

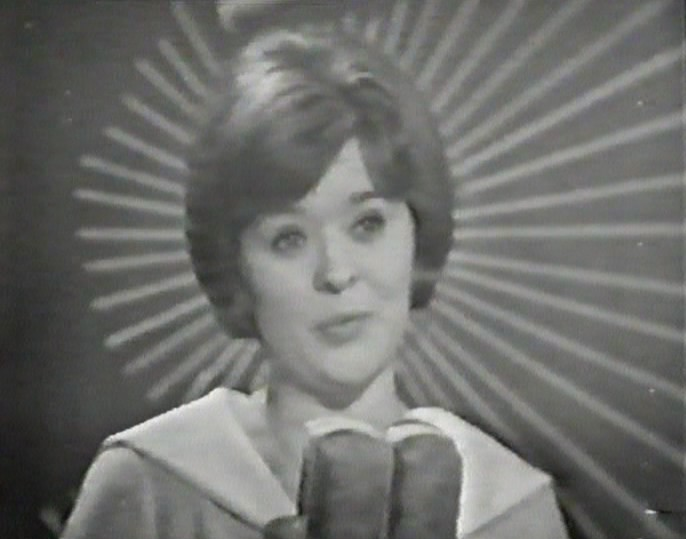
Kirsti Sparboe i Neapel 1965.

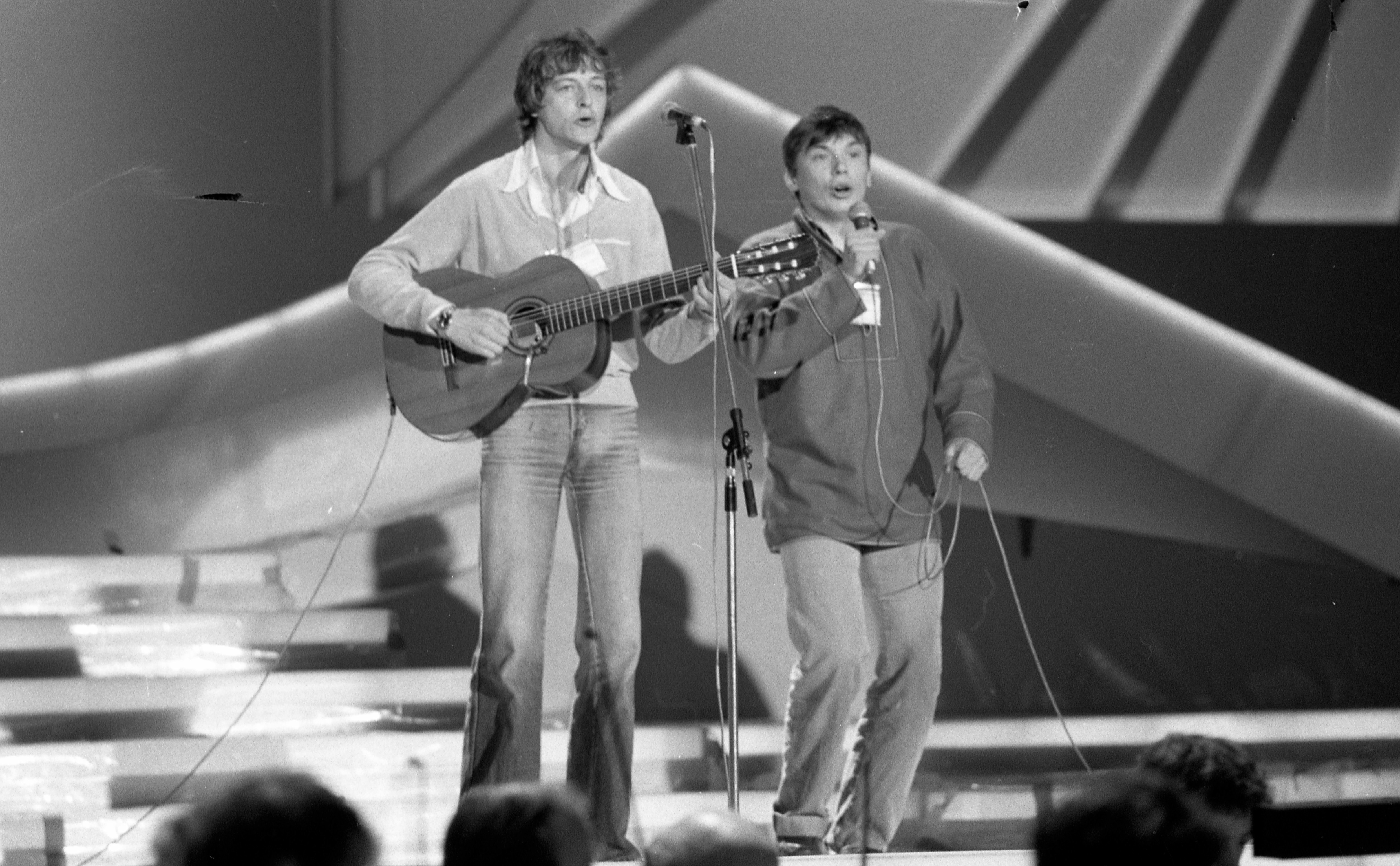
Sverre Kjelsberg & Mattis Hætta i Haag 1980.

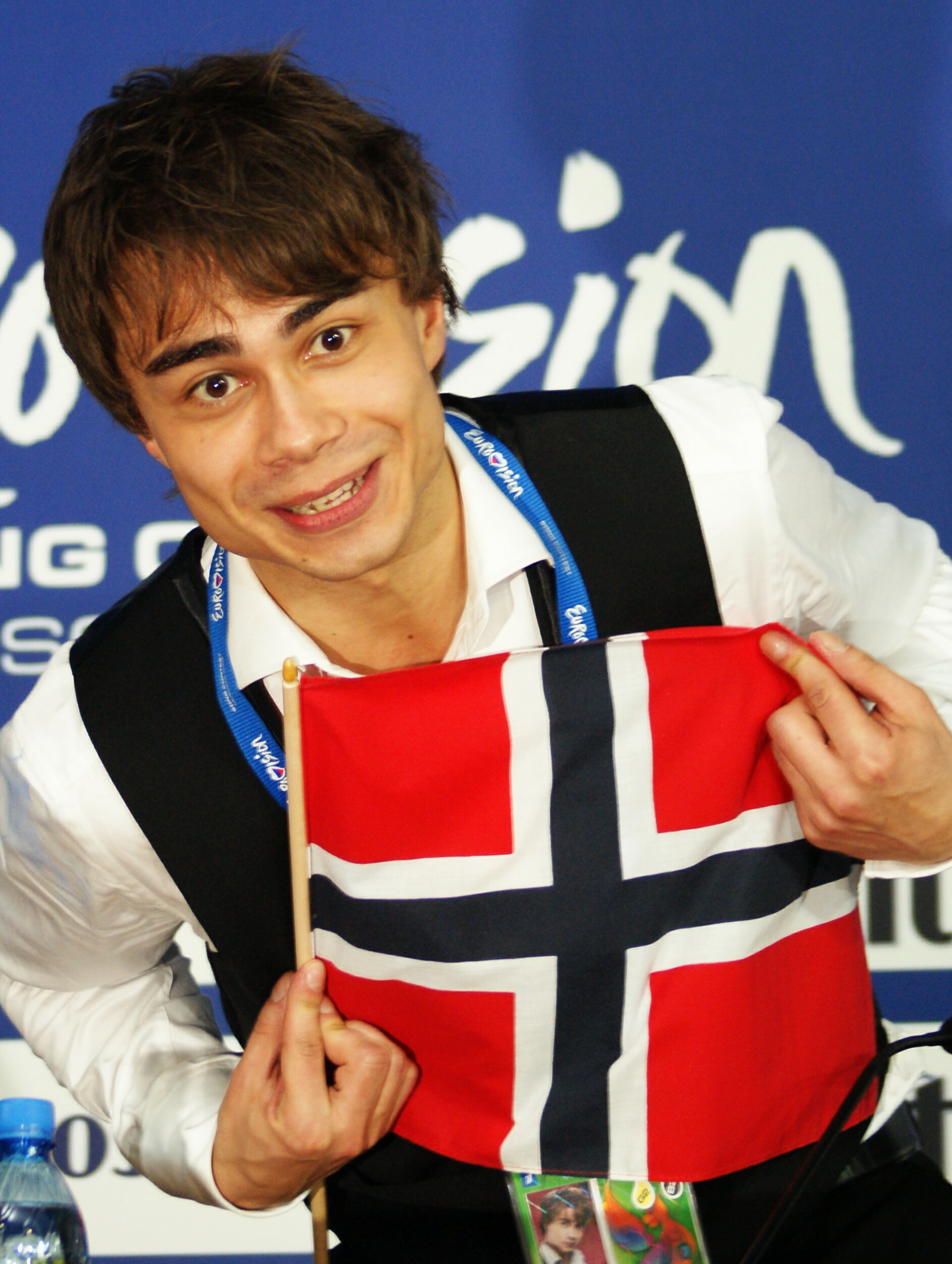
Alexander Rybak i Moskva 2009.

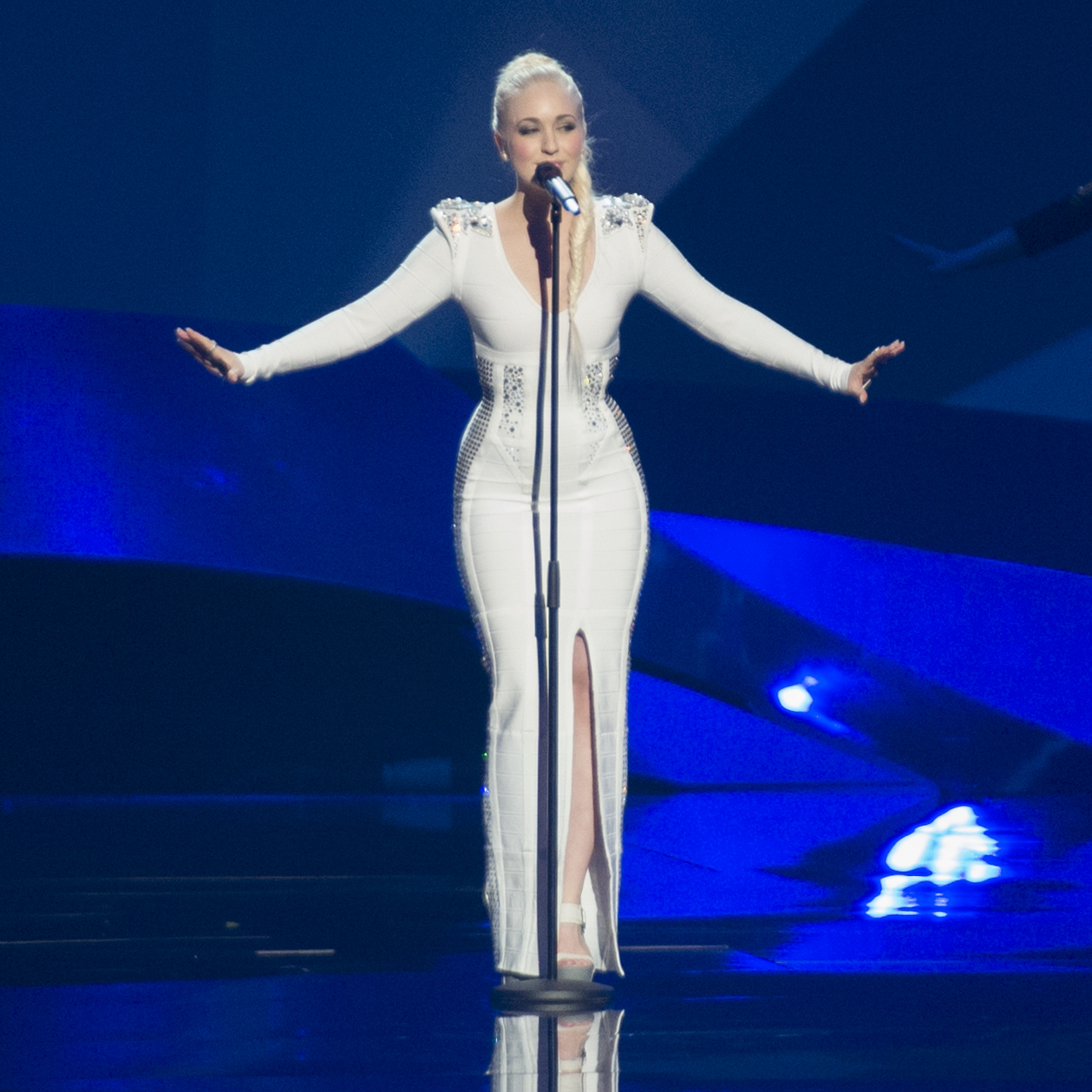
Margaret Berger i Malmö 2013.

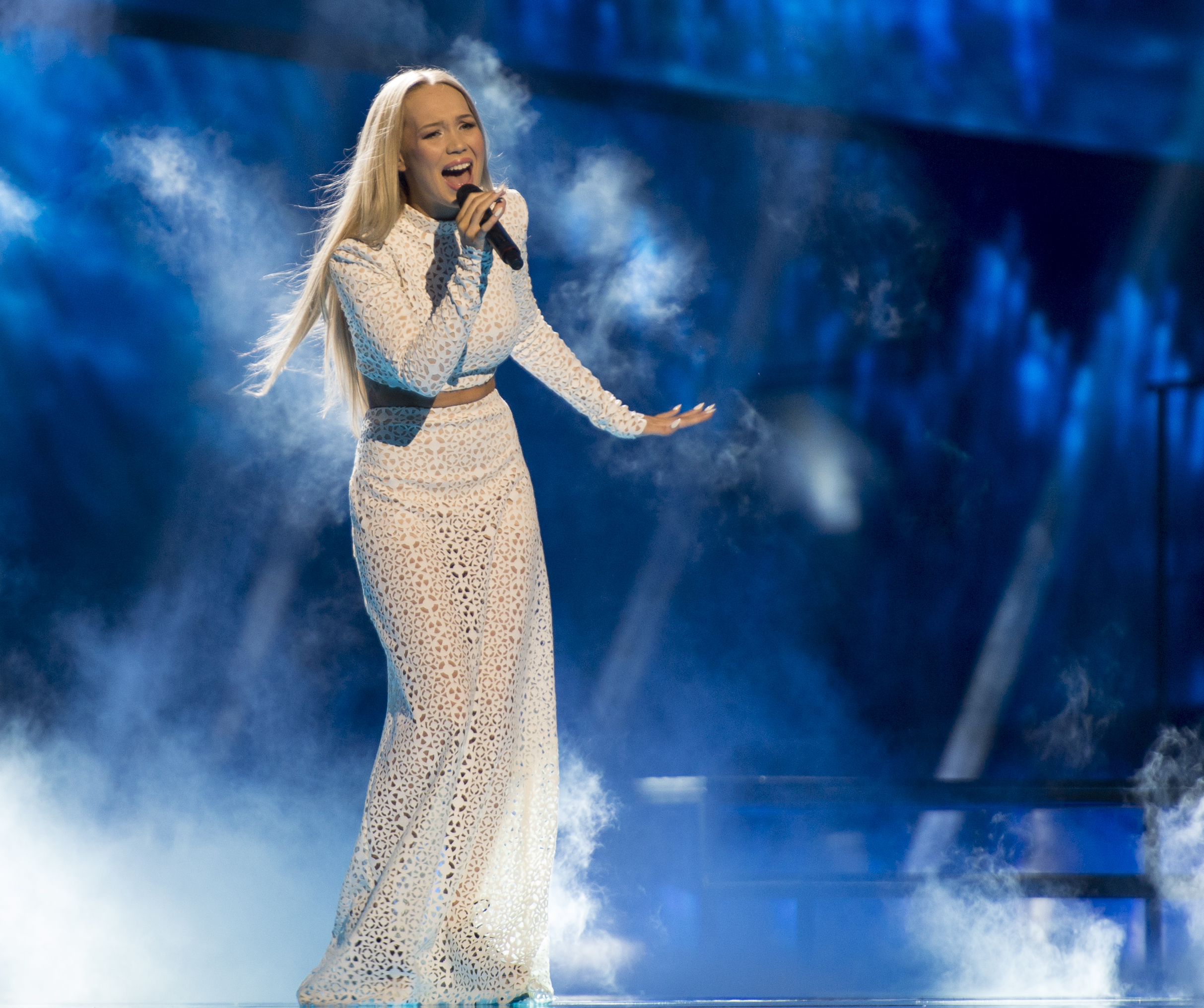
Agnete i Stockholm 2016.

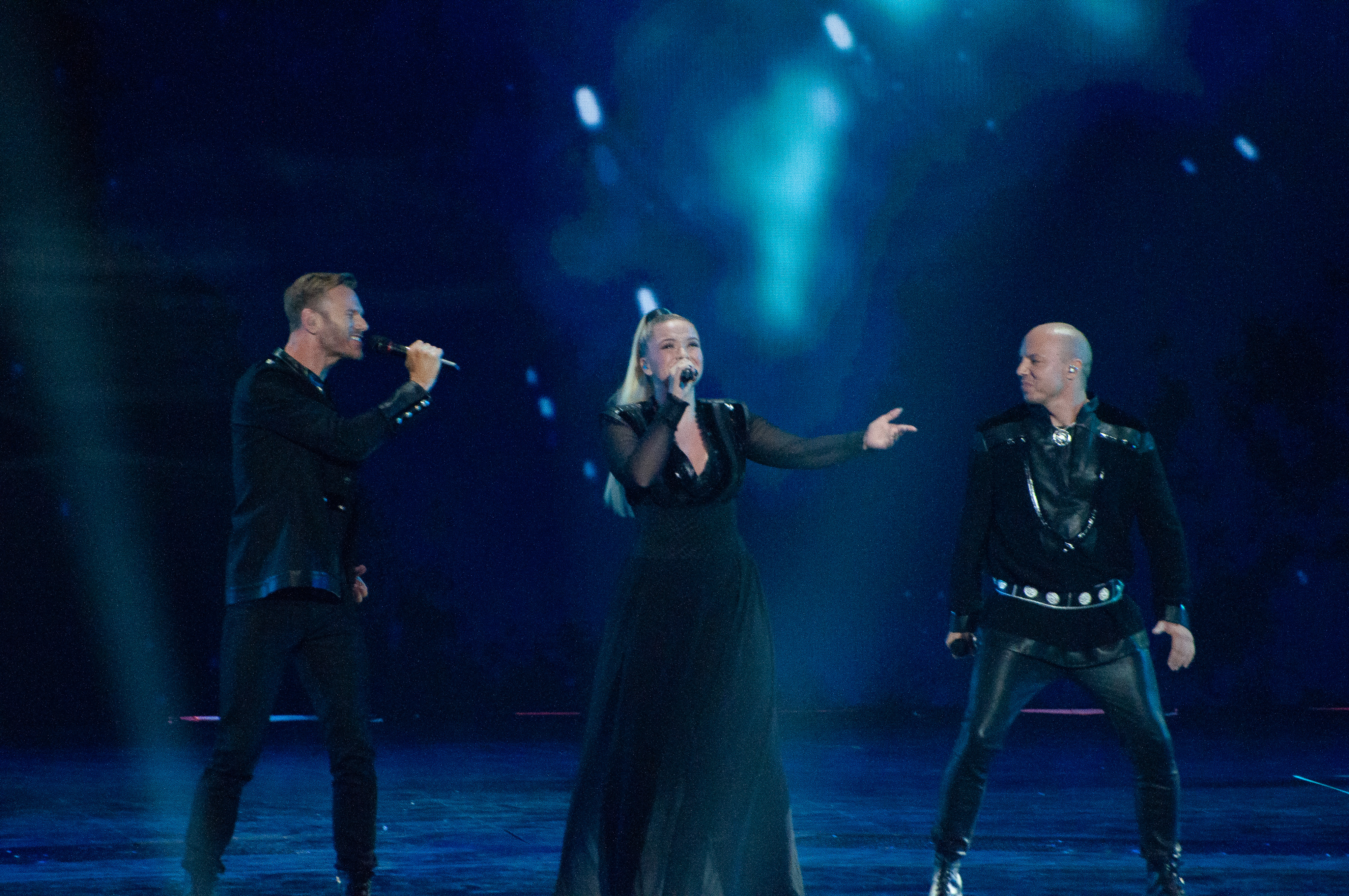
KEiiNO i Tel Aviv 2019.

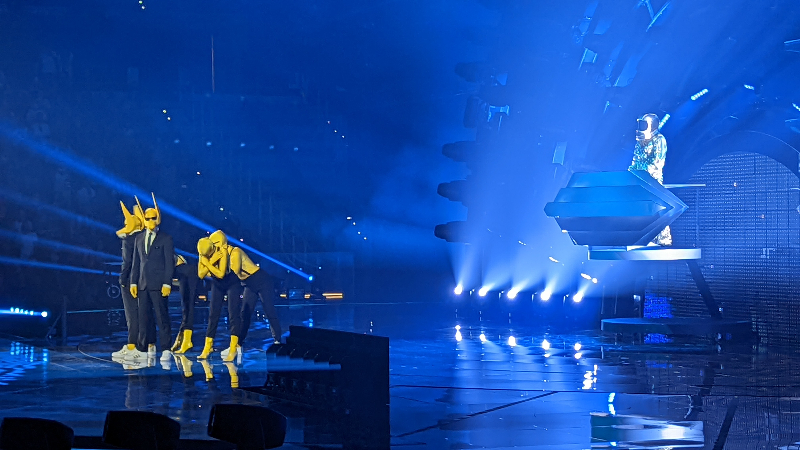
Subwoolfer i Turin 2022.

Norge debuterade i Eurovision Song Contest 1960 och har till och med 2025 deltagit 63 gånger. Det norska tv-bolaget Norsk Rikskringkasting (NRK) har varit ansvarig för Norges medverkan varje år sedan 1960. Alla gånger man har varit med (förutom 1991 då bidraget valdes internt) har landets artist och bidrag tagits ut genom den nationella musiktävlingen Norsk Melodi Grand Prix.
Norge har hittills stått som segrare i tävlingen vid tre tillfällen; 1985, 1995 och 2009. Förutom vinsterna har Norge stått på pallplats i finalen vid ytterligare två tillfällen; en andraplats 1996 och en tredjeplats 1966. Norge är också det land som kommit sist flest gånger av alla länder i finalen, tolv gånger, varav senaste gången var 2024.

## Norge i Eurovision Song Contest

### Historia
Norge debuterade i tävlingen 1960, deras första representant var Nora Brockstedt med låten Voi Voi som slutade på fjärdeplats i finalen. Nora Brockstedt återkom till tävlingen igen året därpå med låten Sommer i Palma som slutade på sjundeplats i finalen. Fram till första segern 1985 var Norge ett av tävlingens minst framgångsrikaste länder sett till resultatmässigt. Som bäst hade man slutat en gång på pallplats; 1966 med Åse Kleveland och bidraget Intet er nytt under solen. Man hade också slutat sist i finalen vid sex tillfällen dittills varav tre av dom resulterade i poänglöst. Ihågkomna framträdanden under denna perioden inkluderar bland annat Kirsti Sparboe och bidraget Oj, oj, oj, så glad jeg skal bli som var en protestsång mot Norges säljakt,  Jahn Teigen (representerade landet tre gånger) med bidraget Mil etter mil som blev en välkänd nollpoängare 1978 och 1980 års bidrag, Sámiid Ædnan, framförd av Sverre Kjelsberg & Mattis Hætta som då sjöng på samiska vilket var första gången dittills i tävlingen. Norge bojkottade också tävlingen 1970 tillsammans med tre andra länder (inklusive Sverige) då man protesterade mot att fyra länder vunnit i finalen 1969. 
Den norska pop- och schlagerduon Bobbysocks representerade landet i Göteborg 1985 med låten La det swinge. Duon, som bestod av Elisabeth Andreasson och Hanne Krogh, segrade i Norges första vinst i tävlingen. Därmed fick Norge äran att arrangera tävlingen 1986 som hölls i Grieghallen i Bergen med svenskfödda programledaren Åse Kleveland (som hade representerat Norge 1966). Efter att ha kommit på bra placeringar i finalen både 1993 och 1994 kom den andra segern 1995, tio år efter första segern, i Dublin med bidraget Nocturne, framförd av musikgruppen Secret Garden. Låten var en mycket stillsam låt som endast innehöll tjugofyra ord. Elisabeth Andreasson fick representera Norge igen i tävlingen för värdlandet 1996 och slutade på andraplats i finalen med bidraget I evighet. Trots att man slutade tvåa i finalen är det första och enda gången hittills andraplacerade landet inte fick någon tolvpoängare i en final. under resterande 1990-talet fram till början på 2000-talet hade Norge blandade resultat. Man kom sist både 1997 och 2001. 2002 uteblev Norge från tävlingen då man hade hamnat sist året innan. De dåvarande tävlingsreglerna innebar att länder som placerade sig sämre ett år fick avstå medverkan året därpå för att kunna göra plats åt andra länder som hade fått avstå året innan att delta (Sovjetunionens och Jugoslaviens fall resulterade i att flera länder ville delta vilket ledde till denna regel). 
Vid semifinalens införande 2004 var Norge det året direktkvalificerade till finalen tack vare Jostein Hasselgårds fjärdeplats i finalen året före. Enligt dåvarande system direktkvalificerade sig samtliga topp tio länder till finalen året därpå. I finalen i Istanbul sjöng Norske Knut Anders Sørum låten High, vilken hade svenska låtskrivare och hade refuserats från den svenska Melodifestivalen. Norge slutade sist i finalen för tionde gången och fick endast tre poäng från Sverige. Norge lyckades kvala sig till finalen 2005 i Kiev och slutade då på en delad niondeplats med Danmark, vilket ledde till att Norge igen var direktkvalificerade till finalen året därpå. Men i finalen i Aten 2006 blev resultatet en besvikelse då man slutade på fjortondeplats. Norge misslyckades med att nå finalen 2007 vilket blev första gången sedan introduktionen av semifinal. Flera gånger hade Norge lånat artister eller låtskrivare från Sverige. Bland de svenskar som tävlat för Norge finns Åsa Jinder, Thomas G:son och Danne Attlerud. Efter Norges totalfiasko år 2007 förbjöd NRK utländska låtskrivare att deltaga i Melodi Grand Prix, vilket gjorde att Norge fick en mycket bättre placering 2008 och 2009 (Till 2010 var förbudet hävt). 2008 infördes systemet med två semifinaler, Norge gick till finalen och slutade på femteplats i landets bästa placering på fem år. 2009 kom Norges tredje seger med Alexander Rybak och bidraget Fairytale. Norge segrade med 387 poäng i finalen, ett rekord för det dåvarande poängsystemet. Poängrekordet slogs sju år senare, 2016, fast då med det nya och nuvarande systemet. 
Norge har efter segern 2009 haft oregelbunden framgång i tävlingen. Som värdnation 2010 slutade man på tjugondeplats i finalen, året därpå misslyckades Norge med att nå finalen och slutade på sjuttondeplats i semifinalen vilket för närvarande är Norges sämsta resultat någonsin. Bidraget "Haba Haba" framfördes på swahili, vilket var första gången någonsin som det sjöngs i tävlingen. 2012 blev det elfte gången som Norge slutade sist i finalen. Det kan nämnas att det året fick Norge och Bulgarien lika mycket poäng i semifinalen och slutade på delad tiondeplats. En EBU-regel säger då att man räknar antalet länder som gett poäng i första hand, därefter den som fått flest tolvpoängare osv. nedåt. Vid denna räkning visade det sig att Norge hade fler poänggivande länder och därmed fick bulgarerna se sig besegrade. 2013 i Malmö slutade Norge på fjärdeplats i finalen, vilket är landets hittills bästa placering sedan vinsten 2009. Norge misslyckades för tredje gången att nå finalen 2016 i Stockholm. 2018 representerade  Alexander Rybak Norge igen med låten "That's How You Write a Song". Rybak segrade i semifinalen, men slutade på femtondeplats i final. I finalen 2019 slutade Norge sexa, men hade bara tittarnas röster räknats hade Norge vunnit tävlingen. 2022 representerades Norge av Subwoolfer med "Give That Wolf a Banana" som slutade på tionde plats i finalen. Under tävlingen var medlemmarna i Subwoolfer anonyma, men i februari 2023 tillkännagavs det att medlemmarna var Ben Adams och Gaute Ormåsen. 2023 slutade Norge på en femte plats. 2024 kom Norge på sista plats i finalen, vilket var tolfte gången det hände.

### Nationell uttagningsform
Norge har som standardsystem att utse bidraget och artisten via den nationella uttagningen Norsk Melodi Grand Prix. Tävlingen har anordnats varje år förutom ett sedan Norge debuterade i tävlingen. 1991 ställdes tävlingen in efter att NRK var missnöjd med kvaliteten på de konkurrerande låtarna och valde ett internt urval för att välja representanten och låten som fick representera landet i Rom. Tidigare handlade det bara om en final, men 2006 införde man deltävlingar; tre deltävlingar hålls på tre orter runtom i Norge (olika varje år). Konceptet hämtades från Eurovision Song Contest och den svenska Melodifestivalen. Finalen brukar hållas i Oslo.

## Resultattabell
| 1 | Vinnare                            |
| 2 | Andra plats                        |
| 3 | Tredje plats                       |
| ◁ | Sista plats                        |
| X | Ett bidrag valdes men tävlade inte |

| År               | Artist                                      | Bidrag                           | Språk             | Final              | Poäng              | Semi               | Poäng              |                    |
| ---------------- | ------------------------------------------- | -------------------------------- | ----------------- | ------------------ | ------------------ | ------------------ | ------------------ | ------------------ |
| 1960             | Nora Brockstedt                             | Voi Voi                          | Norska            | 4                  | 11                 | Inga semifinaler   | Inga semifinaler   | Inga semifinaler   |
| 1961             | Nora Brockstedt                             | Sommer i Palma                   | Norska            | 7                  | 10                 | Inga semifinaler   | Inga semifinaler   | Inga semifinaler   |
| 1962             | Inger Jacobsen                              | Kom sol, kom regn                | Norska            | 10                 | 2                  | Inga semifinaler   | Inga semifinaler   | Inga semifinaler   |
| 1963             | Anita Thallaug                              | Solvherv                         | Norska            | 13                 | 0                  | Inga semifinaler   | Inga semifinaler   | Inga semifinaler   |
| 1964             | Arne Bendiksen                              | Spiral                           | Norska            | 8                  | 6                  | Inga semifinaler   | Inga semifinaler   | Inga semifinaler   |
| 1965             | Kirsti Sparboe                              | Karusell                         | Norska            | 13                 | 1                  | Inga semifinaler   | Inga semifinaler   | Inga semifinaler   |
| 1966             | Åse Kleveland                               | Intet er nytt under solen        | Norska            | 3                  | 15                 | Inga semifinaler   | Inga semifinaler   | Inga semifinaler   |
| 1967             | Kirsti Sparboe                              | Dukkemann                        | Norska            | 14                 | 2                  | Inga semifinaler   | Inga semifinaler   | Inga semifinaler   |
| 1968             | Odd Børre                                   | Stress                           | Norska            | 13                 | 2                  | Inga semifinaler   | Inga semifinaler   | Inga semifinaler   |
| 1969             | Kirsti Sparboe                              | Oj, oj, oj, så glad jeg skal bli | Norska            | 16                 | 1                  | Inga semifinaler   | Inga semifinaler   | Inga semifinaler   |
| Deltog inte 1970 |                                             |                                  |                   |                    |                    |                    |                    |                    |
| 1971             | Hanne Krogh                                 | Lykken er                        | Norska            | 17                 | 65                 | Inga semifinaler   | Inga semifinaler   | Inga semifinaler   |
| 1972             | Grethe Kausland & Benny Borg                | Småting                          | Norska            | 14                 | 73                 | Inga semifinaler   | Inga semifinaler   | Inga semifinaler   |
| 1973             | Bendik Singers                              | It's Just a Game                 | Engelska, franska | 7                  | 89                 | Inga semifinaler   | Inga semifinaler   | Inga semifinaler   |
| 1974             | Anne Karine Strøm                           | The First Day of Love            | Engelska          | 14                 | 3                  | Inga semifinaler   | Inga semifinaler   | Inga semifinaler   |
| 1975             | Ellen Nikolaysen                            | Touch My Life (With Summer)      | Engelska          | 18                 | 11                 | Inga semifinaler   | Inga semifinaler   | Inga semifinaler   |
| 1976             | Anne Karine Strøm                           | Mata Hari                        | Engelska          | 18                 | 7                  | Inga semifinaler   | Inga semifinaler   | Inga semifinaler   |
| 1977             | Anita Skorgan                               | Casanova                         | Norska            | 14                 | 18                 | Inga semifinaler   | Inga semifinaler   | Inga semifinaler   |
| 1978             | Jahn Teigen                                 | Mil etter mil                    | Norska            | 20                 | 0                  | Inga semifinaler   | Inga semifinaler   | Inga semifinaler   |
| 1979             | Anita Skorgan                               | Oliver                           | Norska            | 11                 | 57                 | Inga semifinaler   | Inga semifinaler   | Inga semifinaler   |
| 1980             | Sverre Kjelsberg & Mattis Hætta             | Sámiid Ædnan                     | Norska            | 16                 | 15                 | Inga semifinaler   | Inga semifinaler   | Inga semifinaler   |
| 1981             | Finn Kalvik                                 | Aldri i livet                    | Norska            | 20                 | 0                  | Inga semifinaler   | Inga semifinaler   | Inga semifinaler   |
| 1982             | Jahn Teigen & Anita Skorgan                 | Adieu                            | Norska            | 12                 | 40                 | Inga semifinaler   | Inga semifinaler   | Inga semifinaler   |
| 1983             | Jahn Teigen                                 | Do Re Mi                         | Norska            | 9                  | 53                 | Inga semifinaler   | Inga semifinaler   | Inga semifinaler   |
| 1984             | Dollie de Luxe                              | Lenge leve livet                 | Norska            | 17                 | 29                 | Inga semifinaler   | Inga semifinaler   | Inga semifinaler   |
| 1985             | Bobbysocks                                  | La det swinge                    | Norska            | 1                  | 123                | Inga semifinaler   | Inga semifinaler   | Inga semifinaler   |
| 1986             | Ketil Stokkan                               | Romeo                            | Norska            | 12                 | 44                 | Inga semifinaler   | Inga semifinaler   | Inga semifinaler   |
| 1987             | Kate Gulbrandsen                            | Mitt liv                         | Norska            | 9                  | 65                 | Inga semifinaler   | Inga semifinaler   | Inga semifinaler   |
| 1988             | Karoline Krüger                             | For vår jord                     | Norska            | 5                  | 88                 | Inga semifinaler   | Inga semifinaler   | Inga semifinaler   |
| 1989             | Britt Synnøve Johansen                      | Venners nærhet                   | Norska            | 17                 | 30                 | Inga semifinaler   | Inga semifinaler   | Inga semifinaler   |
| 1990             | Ketil Stokkan                               | Brandenburger Tor                | Norska            | 21                 | 8                  | Inga semifinaler   | Inga semifinaler   | Inga semifinaler   |
| 1991             | Just 4 Fun                                  | Mrs. Thompson                    | Norska            | 17                 | 14                 | Inga semifinaler   | Inga semifinaler   | Inga semifinaler   |
| 1992             | Merethe Trøan                               | Visjoner                         | Norska            | 18                 | 23                 | Inga semifinaler   | Inga semifinaler   | Inga semifinaler   |
| 1993             | Silje Vige                                  | Alle mine tankar                 | Norska            | 5                  | 120                | Inga semifinaler   | Inga semifinaler   | Inga semifinaler   |
| 1994             | Elisabeth Andreassen & Jan Werner Danielsen | Duett                            | Norska            | 6                  | 76                 | Inga semifinaler   | Inga semifinaler   | Inga semifinaler   |
| 1995             | Secret Garden                               | Nocturne                         | Norska            | 1                  | 148                | Inga semifinaler   | Inga semifinaler   | Inga semifinaler   |
| 1996             | Elisabeth Andreassen                        | I evighet                        | Norska            | 2                  | 114                | Inga semifinaler   | Inga semifinaler   | Inga semifinaler   |
| 1997             | Tor Endresen                                | San Francisco                    | Norska            | 24                 | 0                  | Inga semifinaler   | Inga semifinaler   | Inga semifinaler   |
| 1998             | Lars A. Fredriksen                          | Alltid sommer                    | Norska            | 8                  | 79                 | Inga semifinaler   | Inga semifinaler   | Inga semifinaler   |
| 1999             | Stig Van Eijk                               | Living My Life Without You       | Engelska          | 14                 | 35                 | Inga semifinaler   | Inga semifinaler   | Inga semifinaler   |
| 2000             | Charmed                                     | My Heart Goes Boom               | Engelska          | 11                 | 57                 | Inga semifinaler   | Inga semifinaler   | Inga semifinaler   |
| 2001             | Haldor Lægreid                              | On My Own                        | Engelska          | 22                 | 3                  | Inga semifinaler   | Inga semifinaler   | Inga semifinaler   |
| Deltog inte 2002 |                                             |                                  |                   |                    |                    |                    |                    |                    |
| 2003             | Jostein Hasselgård                          | I'm Not Afraid To Move On        | Engelska          | 4                  | 123                | Inga semifinaler   | Inga semifinaler   | Inga semifinaler   |
| 2004             | Knut Anders Sørum                           | High                             | Engelska          | 24                 | 3                  | Direktkvalificerad | Direktkvalificerad | Direktkvalificerad |
| 2005             | Wig Wam                                     | In My Dreams                     | Engelska          | 9                  | 125                | 6                  | 164                |                    |
| 2006             | Christine Guldbrandsen                      | Alvedansen                       | Norska            | 14                 | 36                 | Direktkvalificerad | Direktkvalificerad | Direktkvalificerad |
| 2007             | Guri Schanke                                | Ven a bailar conmigo             | Engelska          | Kvalificerade inte | Kvalificerade inte | 18                 | 48                 |                    |
| 2008             | Maria Haukaas Storeng                       | Hold On Be Strong                | Engelska          | 5                  | 182                | 4                  | 106                |                    |
| 2009             | Alexander Rybak                             | Fairytale                        | Engelska          | 1                  | 387                | 1                  | 201                |                    |
| 2010             | Didrik Solli-Tangen                         | My Heart Is Yours                | Engelska          | 20                 | 35                 | Värdland           | Värdland           |                    |
| 2011             | Stella Mwangi                               | Haba Haba                        | Engelska, swahili | Kvalificerade inte | Kvalificerade inte | 17                 | 30                 |                    |
| 2012             | Tooji                                       | Stay                             | Engelska          | 26                 | 7                  | 10                 | 45                 |                    |
| 2013             | Margaret Berger                             | I Feed You My Love               | Engelska          | 4                  | 191                | 3                  | 120                |                    |
| 2014             | Carl Espen                                  | Silent Storm                     | Engelska          | 8                  | 88                 | 6                  | 77                 |                    |
| 2015             | Mørland & Debrah Scarlett                   | A Monster Like Me                | Engelska          | 8                  | 102                | 4                  | 123                |                    |
| 2016             | Agnete                                      | Icebreaker                       | Engelska          | Kvalificerade inte | Kvalificerade inte | 13                 | 63                 |                    |
| 2017             | JOWST feat. Aleksander Walmann              | Grab the Moment                  | Engelska          | 10                 | 158                | 5                  | 189                |                    |
| 2018             | Alexander Rybak                             | That's How You Write a Song      | Engelska          | 15                 | 144                | 1                  | 266                |                    |
| 2019             | KEiiNO                                      | Spirit in the Sky                | Engelska          | 6                  | 331                | 7                  | 210                |                    |
| 2020             | Ulrikke                                     | Attention                        | Engelska          | Tävlingen inställd | Tävlingen inställd | Tävlingen inställd | Tävlingen inställd |                    |
| 2021             | TIX                                         | Fallen Angel                     | Engelska          | 18                 | 75                 | 10                 | 115                |                    |
| 2022             | Subwoolfer                                  | Give That Wolf a Banana          | Engelska          | 10                 | 182                | 6                  | 177                |                    |
| 2023             | Alessandra                                  | Queen of Kings                   | Engelska          | 5                  | 268                | 6                  | 102                |                    |
| 2024             | Gåte                                        | Ulveham                          | Norska            | 25                 | 16                 | 10                 | 43                 |                    |
| 2025             | Kyle Alessandro                             | Lighter                          | Engelska          | 18                 | 89                 | 8                  | 82                 |                    |

## Värdland
| År                           | Stad   | Arena         | Presentör                                    |
| ---------------------------- | ------ | ------------- | -------------------------------------------- |
| Eurovision Song Contest 1986 | Bergen | Grieghallen   | Åse Kleveland                                |
| Eurovision Song Contest 1996 | Oslo   | Oslo Spektrum | Ingvild Bryn & Morten Harket                 |
| Eurovision Song Contest 2010 | Oslo   | Telenor Arena | Nadia Hasnaoui, Haddy N'jie & Erik Solbakken |

## Röstningshistorik (1960–2017)
Källa: Eurovision Song Contest Database

### Norge hargivitmest poäng till...
| Endast finaler | Endast finaler | Endast finaler |
| Nr             | Land           | Poäng          |
| -------------- | -------------- | -------------- |
| 1              | Sverige        | 330            |
| 2              | Danmark        | 202            |
| 3              | Irland         | 169            |
| 4              | Storbritannien | 161            |
| 5              | Frankrike      | 159            |

| Finaler och semifinaler | Finaler och semifinaler | Finaler och semifinaler |
| Nr                      | Land                    | Poäng                   |
| ----------------------- | ----------------------- | ----------------------- |
| 1                       | Sverige                 | 376                     |
| 2                       | Danmark                 | 263                     |
| 3                       | Irland                  | 196                     |
| 4                       | Finland                 | 174                     |
| 5                       | Storbritannien          | 161                     |

### Norge harmottagitflest poäng från...
| Endast finaler | Endast finaler | Endast finaler |
| Nr             | Land           | Poäng          |
| -------------- | -------------- | -------------- |
| 1              | Sverige        | 200            |
| 2              | Irland         | 146            |
| 3              | Danmark        | 145            |
| 4              | Belgien        | 141            |
| 5              | Island         | 135            |

| Finaler och semifinaler | Finaler och semifinaler | Finaler och semifinaler |
| Nr                      | Land                    | Poäng                   |
| ----------------------- | ----------------------- | ----------------------- |
| 1                       | Sverige                 | 236                     |
| 2                       | Danmark                 | 214                     |
| 3                       | Irland                  | 193                     |
| 4                       | Island                  | 186                     |
| 5                       | Finland                 | 181                     |